# Zentralverband österreichischer Konsumvereine
Der Zentralverband österreichischer Konsumvereine (ZÖK) ging 1904 aus dem Verband der Arbeiter-Erwerbs- und Wirtschaftsgenossenschaften hervor, der 1901 gegründet war.

## Geschichte
Nachdem es in Deutschland schon 1902 auf einer Tagung in Kreuznach zur Ausstoßung von 98 politisch links orientierten Arbeiterkonsumgenossenschaften aus dem 1864 gegründeten „Allgemeinen Verband der auf Selbsthilfe beruhenden deutschen Erwerbs- und Wirtschaftsgenossenschaften“ gekommen war, zeichnete sich in der Donaumonarchie um die Jahrhundertwende eine ähnliche Entwicklung der Ab- und Ausgrenzung von der Schulze-Delitzschen Richtung ab. Zwischen 1890 und 1910 verfünffachten die Konsumgenossenschaften in der österreichischen Reichshälfte ihre Umsätze und Mitgliederzahl. In der Mehrzahl handelte es sich dabei um Gründungen im Umfeld der Sozialdemokratie. Diese schwer kontrollierbare Volksbewegung der Arbeiterkonsumgenossenschaften beinhaltete allerdings auch Risiken, und es gab in der SDAP zunächst auch deutliche Vorbehalte.
1903 trat das österreichische Genossenschaftsrevisionsgesetz in Kraft, das für Genossenschaften regelmäßige Pflichtprüfungen im zweijährigen Abstand durch unabhängige Revisoren vorsah. Der Verband der Arbeiter-Erwerbs- und Wirtschaftsgenossenschaften wurde auf dem von 148 Genossenschaften beschickten Verbandstag am 3. und 4. September 1904 in Wien im Arbeiterheim Favoriten in Zentralverband österreichischer Konsumvereine (ZÖK) mit Sitz in Wien umbenannt. Im ZÖK waren die meisten Konsumgenossenschaften Österreichs zusammengeschlossen.
1904 gehörten dem Konsumverband bereits 220 Konsumgenossenschaften und Konsumvereine an. Bis 1913 waren es 70 Prozent aller österreichischen Konsumgenossenschaften. Im Allgemeinen Verband verblieben nur bürgerliche Konsumgenossenschaften, so etwa die bedeutende Genossenschaft Erster Wiener Consum-Verein. Die Gründung des neuen Revisionsverbands führte allerdings nicht unmittelbar zu wirtschaftlichem Erfolg. Mit Unterstützung der sozialdemokratischen Partei mussten fünf finanziell schwer angeschlagene Konsumgenossenschaften zur Konsumgenossenschaft Vorwärts zusammengelegt werden. Auch die Gründung der Großeinkaufsgesellschaft GöC und jene der Hammerbrotwerke belastete den Sektor.
1913 musste schließlich Karl Renner, der damalige Vorsitzende des Konsumverbands, auf die finanziell gespannte Lage der Konsumgenossenschaften reagieren, indem er den Kreditverband der österreichischen Arbeitervereinigungen (Vorläufer der 1923 gegründeten Arbeiterbank und heutigen Bank für Arbeit und Wirtschaft) gründete. Dieser Verband bündelte Gewerkschaftsgelder, Geldmittel der Konsumgenossenschaften und der sozialdemokratischen Organisationen.
1917 bezogen der Zentralverband und die 1905 gegründete Großeinkaufsgesellschaft für österreichische Consumvereine (GÖC) als Zentrale das repräsentative, von Josef Kornhäusel geplante Haus Dietmann in der Praterstraße 8. Karl Renner und seine Ehefrau Luise wohnten in den Jahren 1918 bis 1934 in diesem Haus (am 11. Dezember 1946 als Kriegsruine gesprengt).
Das Verbandsorgan war Der Konsumverein (1903/04: Arbeiter-Genossenschaft), der ab 1905 mit monatlich zwei Ausgaben (1. und 3. Freitag) erschien, bestand bis 1955, ab 1919 unter mehrmals geändertem Titel.
Mit der Eingliederung Österreichs ins Großdeutsche Reich 1938 wurde der Verband wie die ganze Konsumgenossenschaftsbewegung gleichgeschaltet. Der Verbandsvorsitzende war vorher seit 1934 Anton Pohl.
Mit Gesellschaftsvertrag vom 29. Oktober 1940 wurde die „Ostex“ Import- und Export-Gesellschaft m.b.H. geschaffen, als deren Aufgabe unter anderem die Förderung der Geschäftsbeziehungen zwischen den genossenschaftlichen Zentralorganisationen der Ostmark und der Südoststaaten bestimmt war.
Mit der Verordnung vom 18. Februar 1941 zum 1. April wurde der Verband ins Gemeinschaftswerk der Deutschen Arbeitsfront (GW), Hamburg, überführt (Handelsregister: G W Produktionsgesellschaft mit beschränkter Haftung).
Der 1. Verbandstag nach dem Zweiten Weltkrieg fand am 30. Mai 1946 in Bad Ischl statt. Es wurde dort der heutige Konsumverband – Revisionsverband der österreichischen Konsumgenossenschaften gegründet.